# Tintinara
Tintinara – miasto w Australii, w stanie Australia Południowa.